# Super News
Super News è stato un telegiornale per ragazzi andato in onda su Super! dal 16 giugno al 24 novembre 2023 ogni venerdì alle 19:50 per 24 puntate, condotto da Iris Di Domenico e Matteo Robert e prodotto dalla Star Dust.

## Il programma
Si trattava di un telegiornale per ragazzi della Generazione Z, caratterizzato dalla presenza di conduttori d'eccezione, che presentavano molte succulente novità e curiosità sul mondo di Super, ed è stato uno show pensato per offrire ai più giovani una guida all'attualità ma anche alle tendenze del momento. Al programma hanno partecipato Mattia Bado, Elisa Campolunghi con il fratello Luca, Aurora Mariani, Rebecca Parziale, Manila Chiarello, Mauro Giacomini, Lisa Luchetta e Jennifer Serpi che traduceva nella lingua dei segni i commenti in studio. i due conduttori consigliavano i ragazzi su diversi argomenti tra temi sociali, consigli di stile, playlist musicali o challenge sportive in cui cimentarsi con gli amici, e hanno lanciato una serie di rubriche (Super! Sport, Super! Sfida, Super! Style, Super! Love, Super! Musica e Super! Top).